# Route nationale 463
Die N463 war von 1933 bis 1973 eine französische Nationalstraße, die zwischen Médière und Folgensbourg verlief. Ihre Länge betrug 72,5 Kilometer. Ab 1973 bis 2006 existierte nur noch das Teilstück zwischen Médière und Sochaux.

## N463a
Die 463A war von 1933 bis 1973 ein Seitenast der N463, der von dieser zur N438 führte und dabei den Fluss Allan und den Canal du Rhône au Rhin südwestlich von Montbéliard überquerte. Die Länge betrug weniger als 1 Kilometer.